# Will Rokos
Will Rokos (Hickory Flat, 1965) è uno sceneggiatore, produttore televisivo e attore statunitense.
Nel 2002 è stato candidato all'Oscar alla migliore sceneggiatura originale per Monster's Ball - L'ombra della vita, scritto assieme a Milo Addica.

## Filmografia

### Sceneggiatore

#### Cinema
- Monster's Ball - L'ombra della vita (Monster's Ball), regia di Marc Forster (2001)
- Shadowboxer, regia di Lee Daniels (2005)

#### Televisione
- Southland – serie TV, episodi 3x04-3x08 (2011)
- Copper – serie TV, 15 episodi (2012-2013)

### Attore
- Monster's Ball - L'ombra della vita (Monster's Ball), regia di Marc Forster (2001)
- Shadowboxer, regia di Lee Daniels (2005)

### Produttore

#### Cinema
- Monster's Ball - L'ombra della vita (Monster's Ball), regia di Marc Forster (2001) - co-produttore

#### Televisione
- Southland – serie TV, 10 episodi (2011) - co-produttore
- Copper – serie TV, 11 episodi (2012-2013) - produttore esecutivo

## Riconoscimenti
- Premio Oscar
  - 2002 – Candidatura alla migliore sceneggiatura originale per Monster's Ball - L'ombra della vita
- Independent Spirit Award
  - 2002 – Candidatura alla migliore sceneggiatura per Monster's Ball – L'ombra della vita
- Phoenix Film Critics Society
  - 2002 – Candidatura alla migliore sceneggiatura originale per Monster's Ball – L'ombra della vita
- Satellite Award
  - 2002 – Migliore sceneggiatura originale per Monster's Ball – L'ombra della vita
- Writers Guild of America Award
  - 2002 – Candidatura alla migliore sceneggiatura originale per Monster's Ball – L'ombra della vita